# Усть-Ишим (аэропорт)
Усть-Ишим — бывший гражданский аэропорт местных воздушных линий в селе Усть-Ишим Омской области, в 316 км севернее границы города Омска.
Использовался для базирования и выполнения полётов воздушными судами гражданской авиации. В середине 1990-х годов, с прекращением работ областных местных воздушных линий, стал использоваться для проведения авиационных работ. По состоянию на 2022 год не эксплуатируется.

## История
В 1946 году в Усть-Ишиме открыт аэропорт с грунтовой ВПП. Установлено сообщение с Омском самолетами Ли-2, По-2. В 1974 закончено строительство асфальтовой взлетно-посадочной полосы размерами 1400х35 метров. В 1994 году аэропорт прекратил пассажирские перевозки.
Ближайшие города: Тобольск, Ишим, Пыть-Ях.